# Táxi aéreo

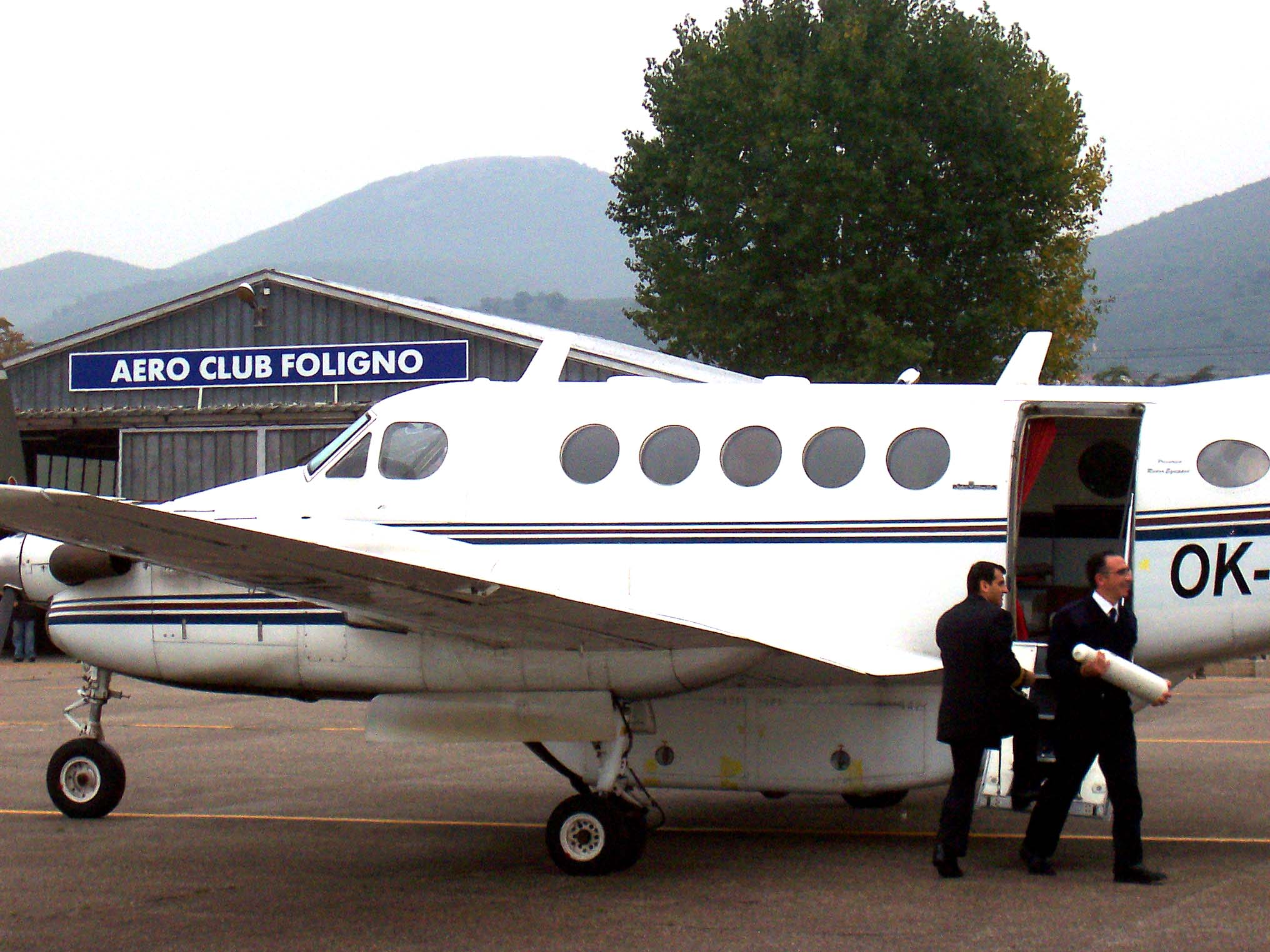
Um táxi aéreo no aeroporto de Foligno, na Itália

Táxi aéreo é um serviço de transporte realizado por meio de aeronaves de aluguel, onde o cliente escolhe a origem, o destino e os horários. As viagens podem ser domésticas ou internacionais, não existindo limitação para o tipo e o tamanho da aeronave utilizada.
Nos Estados Unidos, as operações de táxi aéreo e serviços de fretamento são regidos pela "FAR part 135" dos Regulamentos Federais da Aviação (FAR), ao contrário das maiores transportadoras aéreas programadas, que rege por normas mais rigorosas da "FAR part 121".
Já no Brasil, as operações são regulamentadas pela "RBAC 135" do Regulamento Brasileiro de Aviação Civil (RBAC).